# 拉姆施泰因航展事故
拉姆施泰因航展事故是世界上第二大航展事故（仅次于2002年乌克兰航展事故），发生于1988年8月28日西德拉姆施泰因-米森巴赫镇拉姆施泰因空军基地的Flugtag '88航展。
意大利空军表演队在进行表演时发生撞机事故，飞机坠向地面，导致3名飞行员和67名观众死亡，346名观众在爆炸及火灾中受重伤，数百人受轻伤。

## 概述
十架来自意大利空军三色箭飞行表演队的MB-339喷气机正在表演名为“心脏穿刺”的特技表演。两组飞机沿跑道在观众面前形成一个心形，在完成的心形底部，两组飞机平行于跑道互相穿过，随后在观众的方向，一架飞机“刺过心脏”。

## 事故
空中撞机事故发生在两组飞机互相穿过时负责穿刺的那架飞机与他们相撞，那架飞机在跑道上坠毁，同时机身和航空燃油形成的火球砸向观众区，击中了密集的人群和一辆冷藏拖车。
与此同时，另一架受损的飞机击中了在地面待命的UH-60黑鹰直升机，机长受伤几周后在美国布鲁克军事医疗中心逝世。
击中直升机的飞机驾驶员靠弹射椅逃脱，但降落伞还没有打开就砸在了跑道上当场死亡。第三架受损飞机在跑道上碰撞并解体。